# Drużynowe Mistrzostwa Polski na Żużlu 2002
Drużynowe Mistrzostwa Polski na Żużlu 2002 – 55. edycja drużynowych mistrzostw Polski, organizowanych przez Polski Związek Motorowy (PZM) oraz Ekstraligę Żużlową Sp. z o.o. W sezonie 2002 rozgrywki podzielono na trzy ligi: Ekstraligę, Pierwszą i Drugą ligę. Do rozgrywek Ekstraligi oraz pierwszej ligi przystąpiło osiem zespołów, natomiast w drugiej lidze walczyło siedem drużyn.
Zwycięzca najwyższej klasy rozgrywkowej (Ekstraligi) zostaje Drużynowym Mistrzem Polski na Żużlu w sezonie 2002. Obrońcą tytułu z poprzedniego sezonu jest Apator Toruń. W tym sezonie triumfowała Polonia Bydgoszcz.

## Ekstraliga
| Ekstraliga żużlowa 2002 | Ekstraliga żużlowa 2002                                      |
| ----------------------- | ------------------------------------------------------------ |
|                         | Point S-Polonia Bydgoszcz Drużynowy Mistrz Polski (7. tytuł) |
|                         | Unia Leszno                                                  |
|                         | Atlas Wrocław                                                |
| 4.                      | Włókniarz-Candela Częstochowa                                |
| 5.                      | Apator-Adriana Toruń                                         |
| 6.                      | BGŻ S.A. Polonia Piła                                        |
| 7.                      | Wybrzeże Gdańsk                                              |
| 8.                      | Stal-Pergo Gorzów Wielkopolski Spadek do 1. Ligi żużlowej    |

## Pierwsza Liga
| Poz. | Klub                       | Pkt. | Z  | R | P  | +/−  |
| ---- | -------------------------- | ---- | -- | - | -- | ---- |
| 1    | ZKŻ Quick-Mix Zielona Góra | 34   | 17 | 0 | 3  | +363 |
| 2    | Puls Start Gniezno         | 30   | 15 | 0 | 5  | +181 |
| 3    | RKM Rybnik                 | 26   | 13 | 0 | 7  | +167 |
| 4    | Jasol Rzeszów              | 16   | 8  | 0 | 12 | –115 |
| 5    | Unia Tarnów                | 17   | 8  | 1 | 11 | –11  |
| 6    | Kolejarz Rawicz            | 16   | 8  | 0 | 12 | –10  |
| 7    | TŻ Noban Opole             | 15   | 7  | 1 | 12 | –86  |
| 8    | GKM Grudziądz              | 6    | 3  | 0 | 17 | –489 |

## Druga Liga
| Poz. | Klub                 | Pkt. | Z  | R | P  | +/−  |
| ---- | -------------------- | ---- | -- | - | -- | ---- |
| 1    | TŻ Lublin            | 20   | 10 | 0 | 2  | +205 |
| 2    | WKM Warszawa         | 18   | 9  | 0 | 3  | +169 |
| 3    | TŻ Łódź              | 14   | 7  | 0 | 5  | –11  |
| 4    | Iskra Ostrów         | 14   | 7  | 0 | 5  | +33  |
| 5    | Judyta KSŻ Krosno    | 12   | 6  | 0 | 6  | +53  |
| 6    | Wanda Kraków         | 6    | 3  | 0 | 9  | –132 |
| 7    | Śląsk Świętochłowice | 0    | 0  | 0 | 12 | –317 |

## Baraże

### Ekstraliga i Pierwsza Liga
- Gniezno – Gdańsk 49:41
- Gdańsk – Gniezno 48:35
- Gdańsk – Gniezno 89:84

### Pierwsza Liga i Druga Liga
- Warszawa – Opole 62:26
- Opole – Warszawa 52:38
- Warszawa – Opole 100:78